# Первая лига Турции по футболу
Первая лига Турции по футболу (тур. TFF 1. Lig) — турецкая футбольная лига, вторая по силе в системе футбольных лиг страны. Как самостоятельная лига была запущена в 2001 году, после реорганизации Второй лиги Турции, которая с 1963 по 2001 года являлась второй по значимости.
Действующим победителем турнира является клуб «Эюпспор», завоевавший титул впервые в своей истории.

## Регламент
В соревнованиях сезона 2022/2023 принимает участие 19 команд, матчи проходят в два круга. По завершении чемпионата победитель и вторая команда поднимаются в Суперлигу, а клубы занявшие места с 4 по 7, делятся на пары и соревнуются, выявляя сильнейшую. Эта команда выходит в финал плей-офф и играет с командой, занявшей 3-е место. Результат финала и определяет клуб, который получит повышение в Суперлигу на следующий сезон. В свою очередь две команды, занявшие последние места отправляются во Вторую лигу, соответственно на их место поднимаются два лучших клуба Второй лиги.

## Победители
| Сезон   | Чемпион             | Серебряный призёр | Бронзовый призёр Победитель плей-офф |
| 2001/02 | Алтай               | Элязыгспор        | Аданаспор                            |
| 2002/03 | Коньяспор           | Ризеспор          | Себатспор                            |
| 2003/04 | Сакарьяспор         | Кайсериспор       | Анкараспор                           |
| 2004/05 | Сивасспор           | Манисаспор        | Кайсери Эрджиесспор                  |
| 2005/06 | Бурсаспор           | Антальяспор       | Сакарьяспор                          |
| 2006/07 | Хаджеттепе Спор     | Истанбул ББ       | Касымпаша                            |
| 2007/08 | Коджаэлиспор        | Антальяспор       | Эскишехирспор                        |
| 2008/09 | Манисаспор          | Диярбакырспор     | Касымпаша                            |
| 2009/10 | Карабюкспор         | Буджаспор         | Коньяспор                            |
| 2010/11 | Мерсин Идманюрду    | Самсунспор        | Ордуспор                             |
| 2011/12 | Акхисар Беледиеспор | Элязыгспор        | Касымпаша                            |
| 2012/13 | Кайсери Эрджиесспор | Ризеспор          | Коньяспор                            |
| 2013/14 | Истанбул ББ         | Балыкесирспор     | Мерсин Идманюрду                     |
| 2014/15 | Кайсериспор         | Османлыспор       | Антальяспор                          |
| 2015/16 | Аданаспор           | Карабюкспор       | Аланьяспор                           |
| 2016/17 | Сивасспор           | Ени Малатьяспор   | Гёзтепе                              |
| 2017/18 | Ризеспор            | Анкарагюджю       | ББ Эрзурумспор                       |
| 2018/19 | Денизлиспор         | Генчлербирлиги    | Газиантеп                            |
| 2019/20 | Хатайспор           | ББ Эрзурумспор    | Фатих Карагюмрюк                     |
| 2020/21 | Адана Демирспор     | Гиресунспор       | Алтай                                |
| 2021/22 | Анкарагюджю         | Умраниеспор       | Истанбулспор                         |
| 2022/23 | Самсунспор          | Ризеспор          | Пендикспор                           |
| 2023/24 | Эюпспор             | Гёзтепе           | Бодрум                               |